# Code Vein
Code Vein (コードヴェイン, Kōdo Vein) é um jogo eletrônico de RPG de ação desenvolvido e publicado pela Bandai Namco Entertainment para Playstation 4, Xbox One e Windows em 2019. A história se passa em uma distopia pós-apocalíptica com temática vampírica, incluindo poderes oriundos do consumo de sangue e outras habilidades sobrenaturais. O jogo esta sendo dirigido por Hiroshi Yoshimura  e produzido pela mesma equipe da série God Eater.